# メトープ (シマノフスキ)
《メトープ（フランス語: Métopes, ポーランド語: Metopy）》作品29は、カロル・シマノフスキが1915年に完成させたピアノ曲。「メトープ」というフランス語は、建築用語の浮彫石板（メトーピ）のことであり、セリヌンテ神殿の浮彫石板やパレルモに保存された女神像に霊感を受けた楽曲であることを示唆している。《メトープ》は、シマノフスキが第1次世界大戦中に作曲した4つのピアノ曲集のうちの最初の作品にほかならず、《仮面劇》や、ヴァイオリンとピアノのための詩曲《神話》と並んで、シマノフスキが比較的実り豊かだった1910年代を代表する作品に挙げられる。また、これらの3曲は、頭文字がMであることにちなんで、3つまとめて「シマノフスキの3大M」とも称せられる。
1914年、ロシア革命が勃発するまでの間、シマノフスキはウクライナの生地に留まっていた。その後、長期間ヨーロッパの地中海地方やシチリア、北アフリカを訪れ、この時期の創作の着想源とした。印象主義的で複調的な音楽語法、精緻だが繊細な響きのテクスチュアにおいて、同時期のドビュッシーやラヴェルの作曲様式に接近している。
以下の3つの楽章から成る。それぞれがホメロスの『オデュッセイア』に登場する女性像にちなんでいることからも明らかなように、《メトープ》は、ギリシャ神話のエピソードを描いた小さな音詩にほかならない。
1. セイレーンの島　"L'île des sirènes"
2. カリュプソー　"Calypso"
3. ナウシカー　"Nausicaa"

全曲を通奏するのに約15分を要する。

各楽章は、オデュッセウスが帰路に出会った女性を描いた標題音楽である。第1曲は妖魔の蠱惑的な歌声を、第2曲は英雄に焦がれて執拗に追いすがる女性の焦燥感を、第3曲は、疲れ切った英雄を癒した楚々とした姫君を、音楽によって暗示している。